# Nga thuộc châu Âu

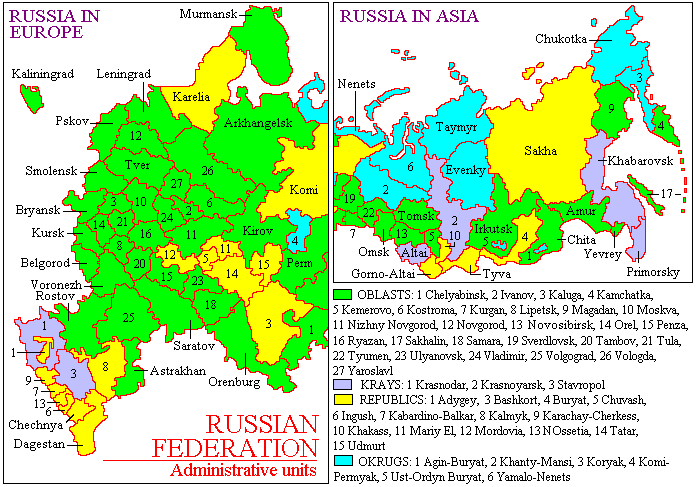
Nga thuộc châu Âu và châu Á

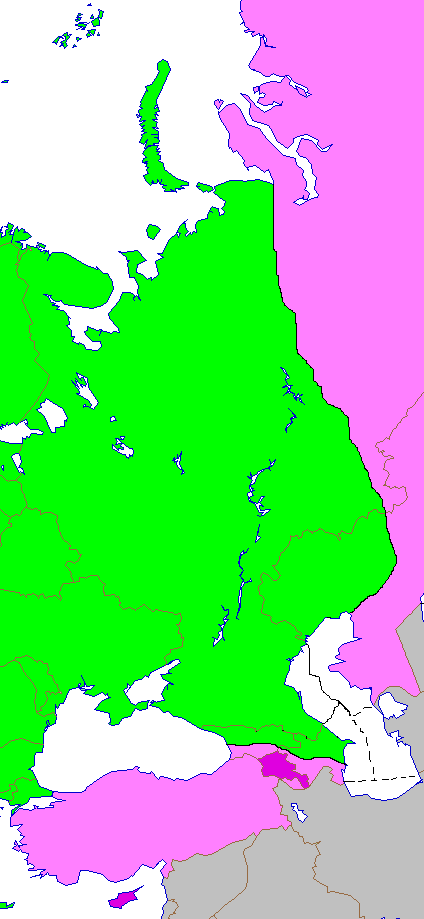
châu Âu
châu Á

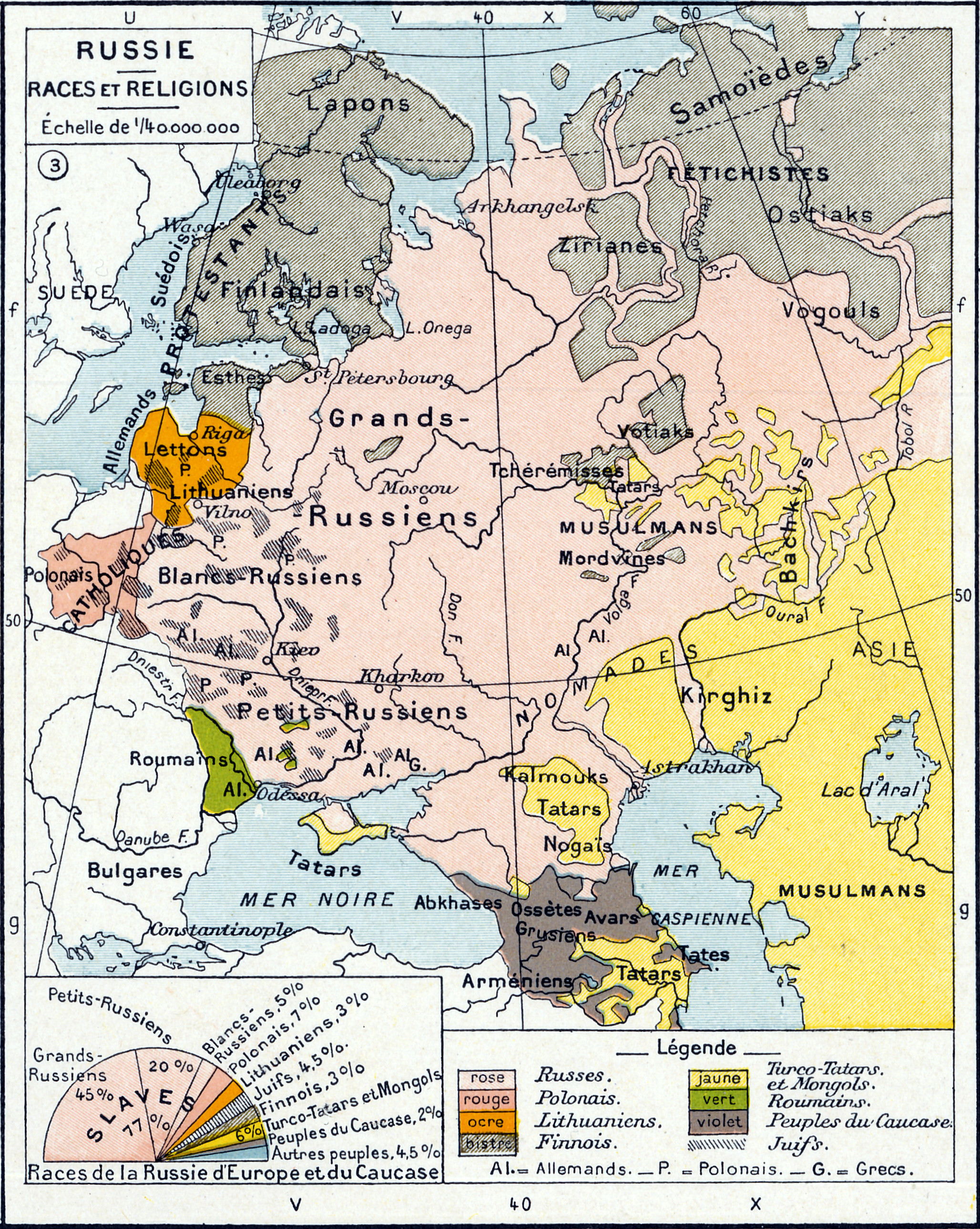
Bản đồ các dân tộc của Đế quốc Nga thuộc châu Âu trước chiến tranh thế giới thứ I.

Nga thuộc châu Âu (hay miền Tây Nga hoặc Trung Nga, đôi khi còn gọi là Nga Âu châu) là cách nói để ám chỉ những khu vực nằm phía tây của nước Nga mà nó thuộc châu Âu, khu vực này có diện tích gần 3.960.000 km² (1.528.560 mi²), lớn hơn cả Ấn Độ, và chiếm 40% lãnh thổ châu Âu. Ranh giới phía đông của nó là dãy núi Ural và phía nam là ranh giới với Kazakhstan. Khu vực này cũng bao gồm hai thành phố lớn nhất Nga là Moskva và Sankt-Peterburg.
Khu vực này chiếm gần 78% dân số toàn nước Nga (khoảng 110.000.000 người trên tổng số 141.000.000 người), mật độ trung bình 27 người/km² (69.9người/mi²).:6:10 Mặc dù 75% lãnh thổ Nga nằm trên châu Á, nhưng phần châu Á chỉ có 22% dân số Nga với mật độ 2,5 người/km² (6,5/mi²).:6